# Guy Burnet

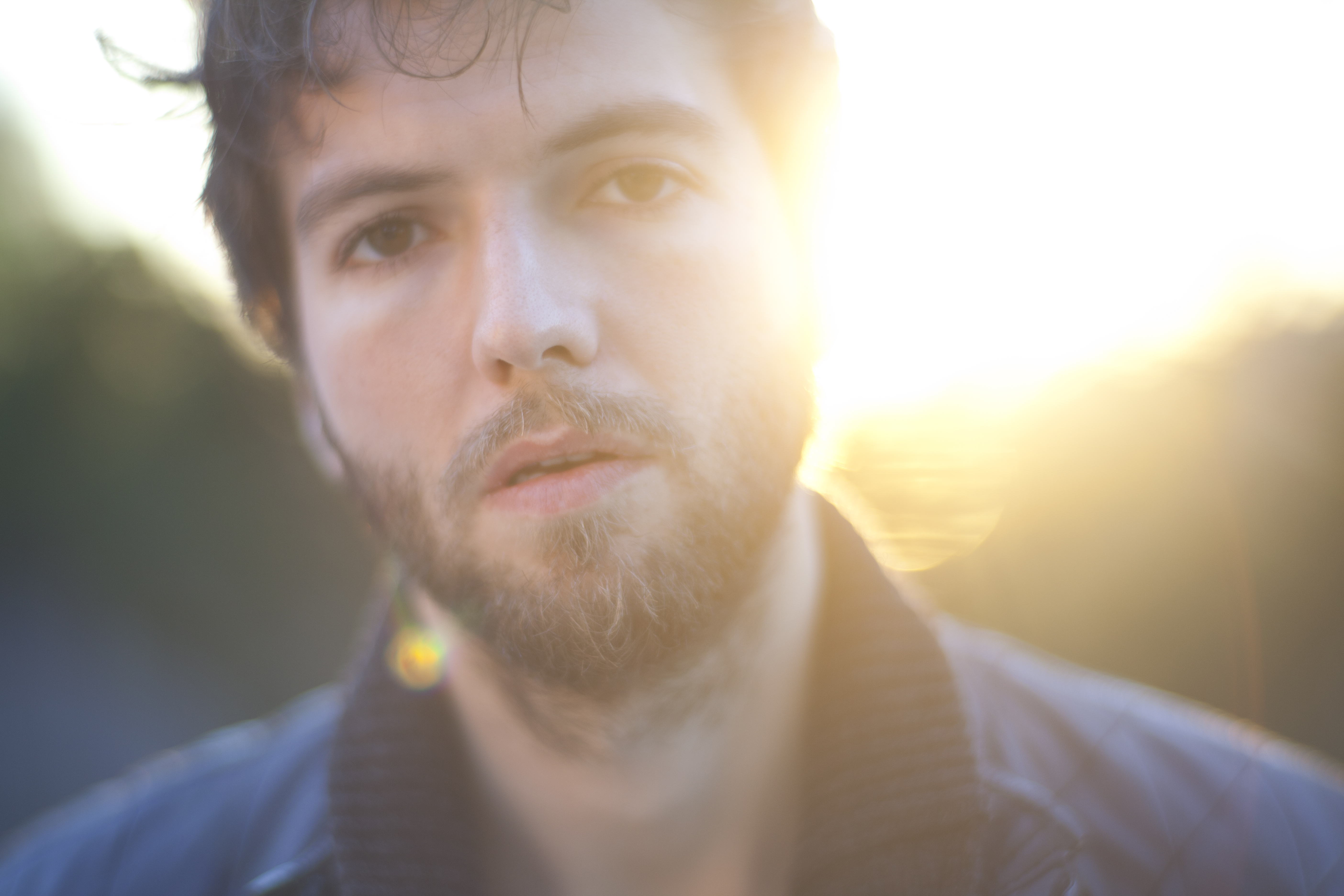
Guy Burnet in 2013

Guy Burnet (Londen, 8 augustus 1983) is een Brits acteur.

## Biografie
Burnet werd geboren in Londen en doorliep daar de middelbare school aan de Holland Park School, waar hij zijn interesse kreeg in acteren. Voordat hij acteur werd wilde hij professioneel voetballer worden en nam deel aan de Queens Park Rangers FC voetbalschool. Hierna nam hij in Europa en Israël deel aan proefwedstrijden om zo een voetbalcontract af te dwingen. Op 2 juni 2007 nam hij deel aan een liefdadigheidswedstrijd in het Wembley Stadium voordat het Engels voetbalelftal zijn eerste wedstrijd daar speelde. In september 2007 speelde hij voor Engeland in een liefdadigheidswedstrijd tegen het Russisch voetbalelftal voor het Give Life Foundation. Hij besloot toch om acteur te worden en begon zijn acteercarrière met spelen in het theater, in voornamelijk off-Broadway producties, en korte films.
Burnet begon in 2004 met acteren voor televisie in de televisieserie Hollyoaks, hier speelde hij in 15 afleveringen (2004-2008). Voor deze rol werd hij in 2008 tweemaal genomineerd voor een The British Soap Awards. Hierna speelde hij nog meerdere rollen in televisieseries en films.

## Filmografie

### Films
Uitgezonderd korte films.
- 2023 Three Birthdays - als Christopher
- 2023 Oppenheimer - als George Eltenton
- 2022 Dead for a Dollar - als Engelse Bill
- 2022 No Way Out - als Nemo
- 2019 Jacob's Ladder - als Hoffman
- 2018 Asher - als Lyor
- 2017 Pitch Perfect 3 - als Theo
- 2016 Die Habenichtse - als Jim
- 2015 Day Out of Days - als E.J.
- 2015 A Beautiful Now - als Steve
- 2015 Mortdecai - als Maurice
- 2012 Two Jacks - als Paul
- 2012 Rites of Passage - als Mojo
- 2011 Age of Heroes - als Riley
- 2010 Luster - als Banksy
- 2010 Baseline - als Ricky
- 2006 Voyeur - als Guy Burns
- 2005 Hollyoaks: In Too Deep - als Craig Dean

### Televisieseries
Uitgezonderd eenmalige gastrollen.
- 2023 Minx - als Graham - 2 afl.
- 2019 The Feed - als Tom Hatfield - 10 afl.
- 2018-2019 Counterpart - als Claude Lambert - 7 afl.
- 2017 Hand of God - als Raymond Kelly - 8 afl.
- 2017 Counterpart - als Claude Lambert - 3 afl.
- 2016 The Affair - als Mike Cornwall - 2 afl.
- 2016 Chicago Fire - als Grant - 6 afl.
- 2015 Ray Donovan - als Casey Finney - 3 af.
- 2008 Hollyoaks Later - als Craig Dean - 5 afl.
- 2004-2008 Hollyoaks - als Craig Dean - 15 afl.

- Gemeinsame Normdatei: 1078702780
- Library of Congress Control Number: no2019110073
- Virtual International Authority File: 277144782702686079664
- WorldCat: E39PBJqFJhFQ3R4rD3367PrDv3